# اوپل اینسیگنیا
اوپل اینسیگنیا (Opel Insignia) خودرویی است که از سال ۲۰۰۸ با مدل استیشن cdti و در سال ۲۰۱۱ طرح مفهومی سری اسپرت (تصویر مقابل) که در نهایت در سال ۲۰۱۲ به بازار عرضه شد را تا کنون در آلمان تولید کرده است. طراحی آن موتور جلو، خودرو محور جلو و خودرو چهار چرخ محرک بوده طول آن در حالت طبیعی ۴٬۸۳۰ میلیمتر (۱۹۰٫۲ اینچ) و عرض آن در حالت طبیعی ۱٬۸۵۶ میلیمتر (۷۳٫۱ اینچ) است. سامانه جعبه‌دندهٔ آن ۶ دنده به دو صورت خودکار و دستی است.